# Surnadals kommun
Surnadals kommun (norska: Surnadal kommune) är en kommun i Møre og Romsdal fylke i västra Norge. Kommunens centralort är orten Skei, som ingår i den sammanväxta tätorten Skei-Surnadalsøra.
Kommunen ligger vid foten av berget Trollheimen och består av flera dalar med Surnadalen som den viktigaste. Det högsta fjället i kommunen är Snota som når 1 668 meter över havet. Älven Surna rinner genom Surnadalen och vidare västerut, där den formar ett stort floddelta innan den slutligen rinner ut i Surnadalsfjorden.
Det milda klimatet och den gynnsamma jordmånen gör kommunen till en bra jordbrukskommun. Ekonomin baseras främst på jordbruk, skogsbruk och industri. Kommunens huvudort och tillika administrativa centrum heter Skei/Surnadalsøra.
Surnadals kommun är hembygd åt den kända norska diktaren Hans Hyldbakk som har varit med och skapat starka kulturtraditioner i bygden.

## Administrativ historik
Surnadals kommun bildades på 1830-talet, samtidigt med flertalet andra norska kommuner.
Kommunen delades 1858 varvid Rindals kommun bildades. Totalt fyra mindre gränsjusteringar gjordes mellan 1877 och 1897. 1965 slogs kommunen samman med Åsskards kommun och större delen av Stangviks kommun.

## Tätorter
I Surnadals kommun finns en tätort:
- Skei-Surnadalsøra (omfattar centralorten Skei)

Orten Glærem har tidigare räknats som en egen tätort men räknas numera som en del av tätorten Skei-Surnadalsøra.

## Socknar
Inom Norska kyrkan är Surnadals kommun indelad i fem socknar:
- Mo socken
- Stangviks socken
- Todalens socken
- Åsskards socken
- Øye og Ranes socken

Socknarna ingår i Indre Nordmøre prosteri i Møre stift.